# Urganch
Urganch (üzbég nyelven: Urganch, Ургeнч, ئۇرگەنج ; perzsa nyelven: گرگانج, Gorgånch/Gorgānč/Gorgânc) város Üzbegisztán nyugati részén. Urganch népessége 2014. április 24-én körülbelül 150 110 volt  az 1999-es 139 100-hez képest. Ez a Hárezm régió fővárosa, az Amu-darja folyón és a Shavat-csatornán.

## Fekvése
Buharától 450 km-rel nyugatra található a Kizil-kum-sivatagon keresztül.

## Története

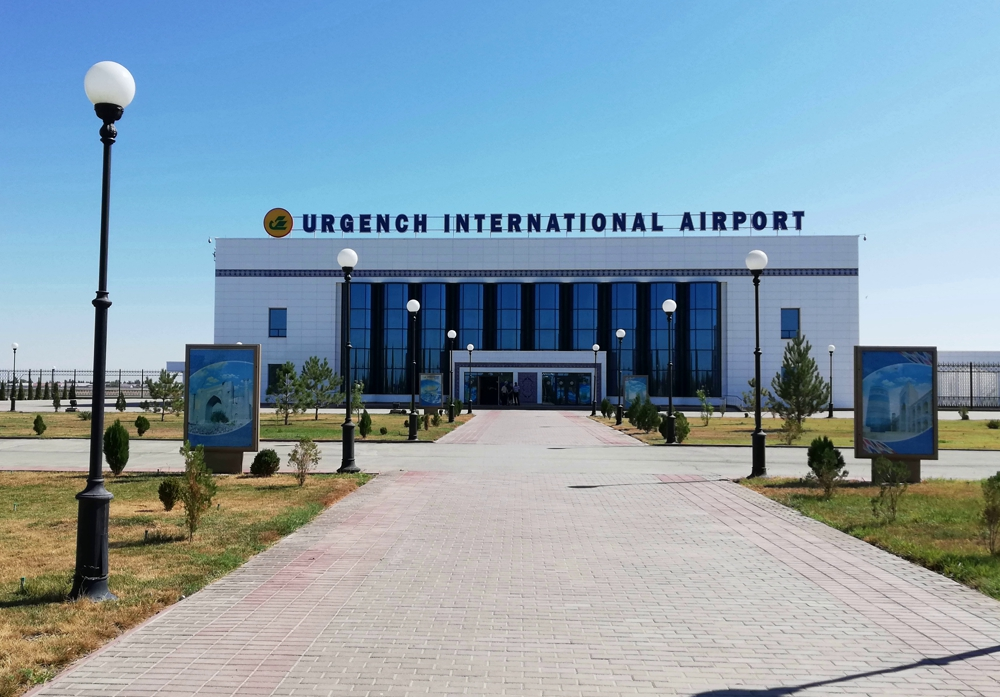
Urganch, repülőtér

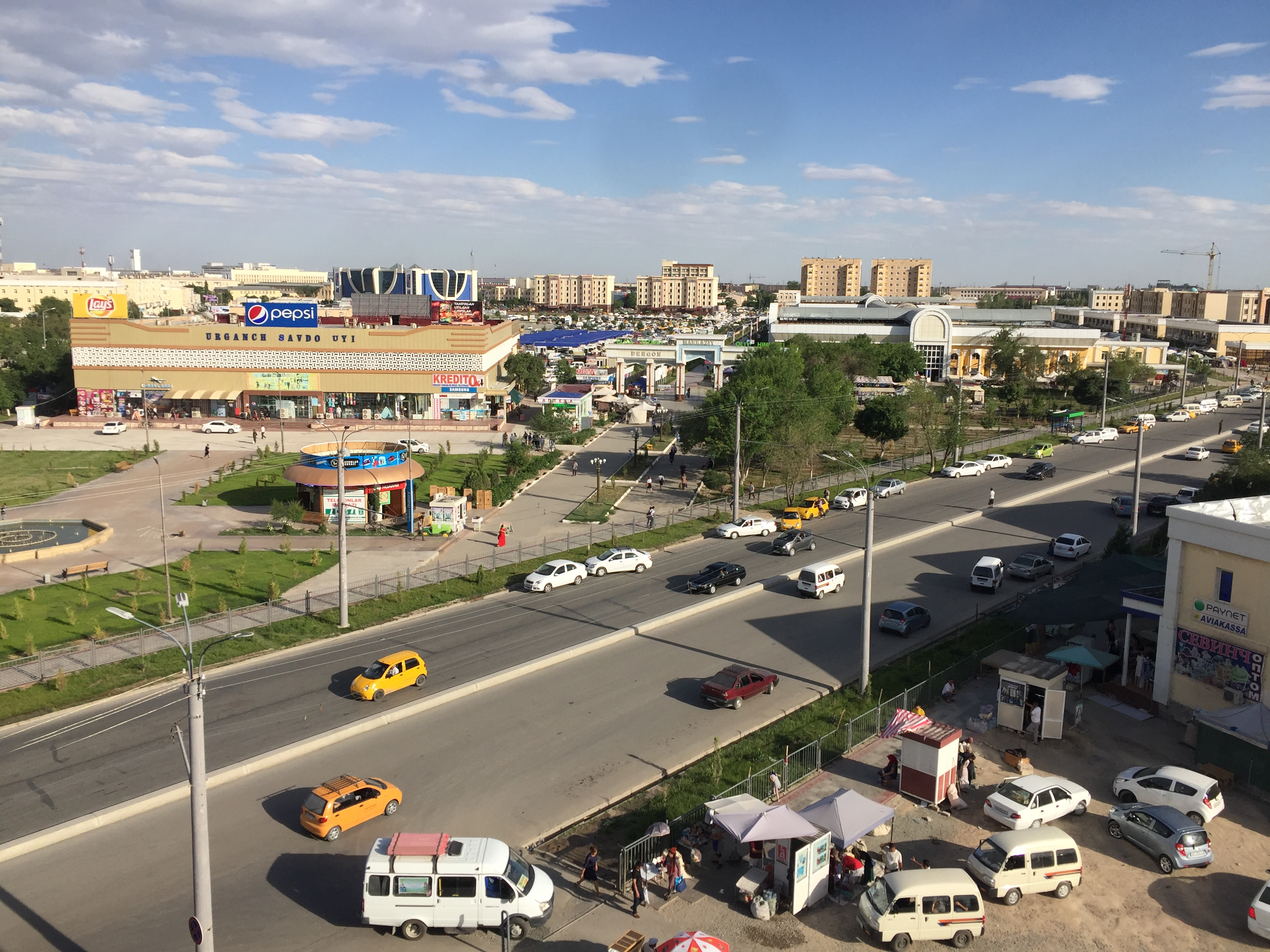
Urganch látképe

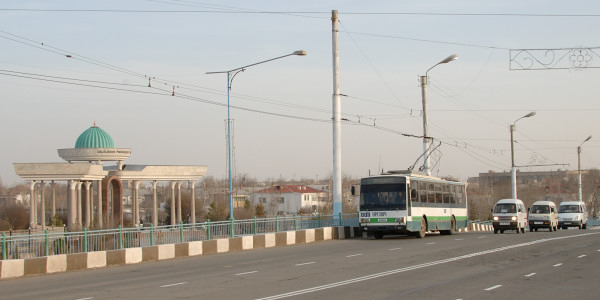
Urganch, részlet

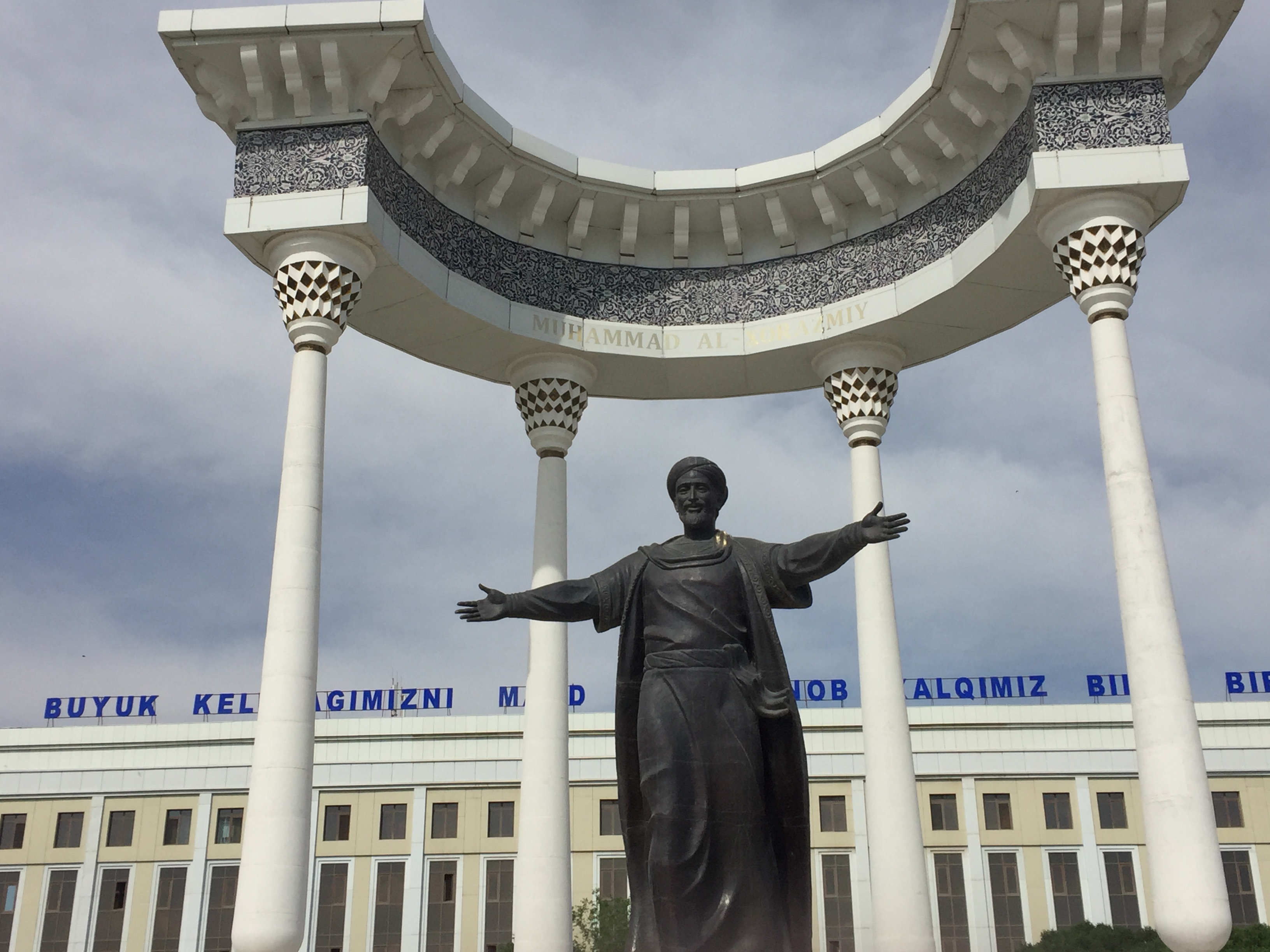
Muhammad ibn Musa al-Khwarizmi szobra a városban

A város története a 19. század második felére nyúlik vissza. A várost nem szabad összekeverni Türkmenisztánban a hasonló elnevezésű Konye-Urganch (más néven "Old Urganch" vagy "Gurganch") városával. Old Urganch városát azután hagyták el, hogy az Amu-darja folyó megváltoztatta útját a 16. században, így az óváros maga száraz és vízmentes maradt. 
A modern Urganchot az oroszok alapították a 19. század vége felé Novy-Urganch néven, mint kis kereskedelmi megállóhelyet a selyemút mellett, mely megállóhely korábban a Xiva Kánátus tulajdonában volt. 
A jelenlegi modern Uraench városát szovjet építészet jellemzi, nagy utakkal, központi térrel, az épületeket pedig gyakran  gyapotnövényt ábrázoló motívumokkal díszítik.
A városban figyelmet érdemlő egy a Tekke basmachi által 1922-ben a Szír-darja partján meggyilkolt komszomoli tag számára emelt emlékmű, valamint egy Muhammad al-Khwarizmi-nak állított nagy szobor, aki egy 9. századi helyi matematikus volt, aki forradalmasította az algebrát. 
Urganch sík területen fekvő hely, a turisták fő útvonala s 35 km-rel délkeletre fekvő Xiva felé, amelynek régi városa, Itchan Kala néven az UNESCO világörökség része.

## Népesség, vallás
A lakosság 90%-a üzbég, 5% orosz, 5% kazah, türkmén, koreai stb. A lakosság többsége iszlám hitű, de egy kis orosz ortodox kisebbség is él itt, valamint néhány katolikus vallású is.

## Gazdaság
A város gazdasága a huszadik század végén takarmányipari gépekre, gyapotfeldolgozásra, gyapotolaj-kitermelő gépekre, kotrógép-javító és gumiabroncs-javító üzemekre épült. Valamint van selyemgyára, textilgyára és építőanyag gyára is.

## Közlekedés
A város közlekedése busszal és trolibusszal megoldott, valamint kollektív taxival (marchroutka). Ez Közép-Ázsia egyetlen olyan városa, amely nemzetközi trolivonalat üzemeltet, amely összeköti Kívával.
A városnak nemzetközi repülőtere is van, rendszeres járatok indulnak Taskentbe, Moszkvába , Szentpétervárra turista charter vonalon.
Urganchot vasút köti össze Türkmenabat–Beïnéou-vonalon.

## Itt születtek, itt éltek
- Anna German (1936-1982) énekes

## Nevezetességek
- Muhammad al-Khwarizmi 9. századi matematikus szobra

## Galéria

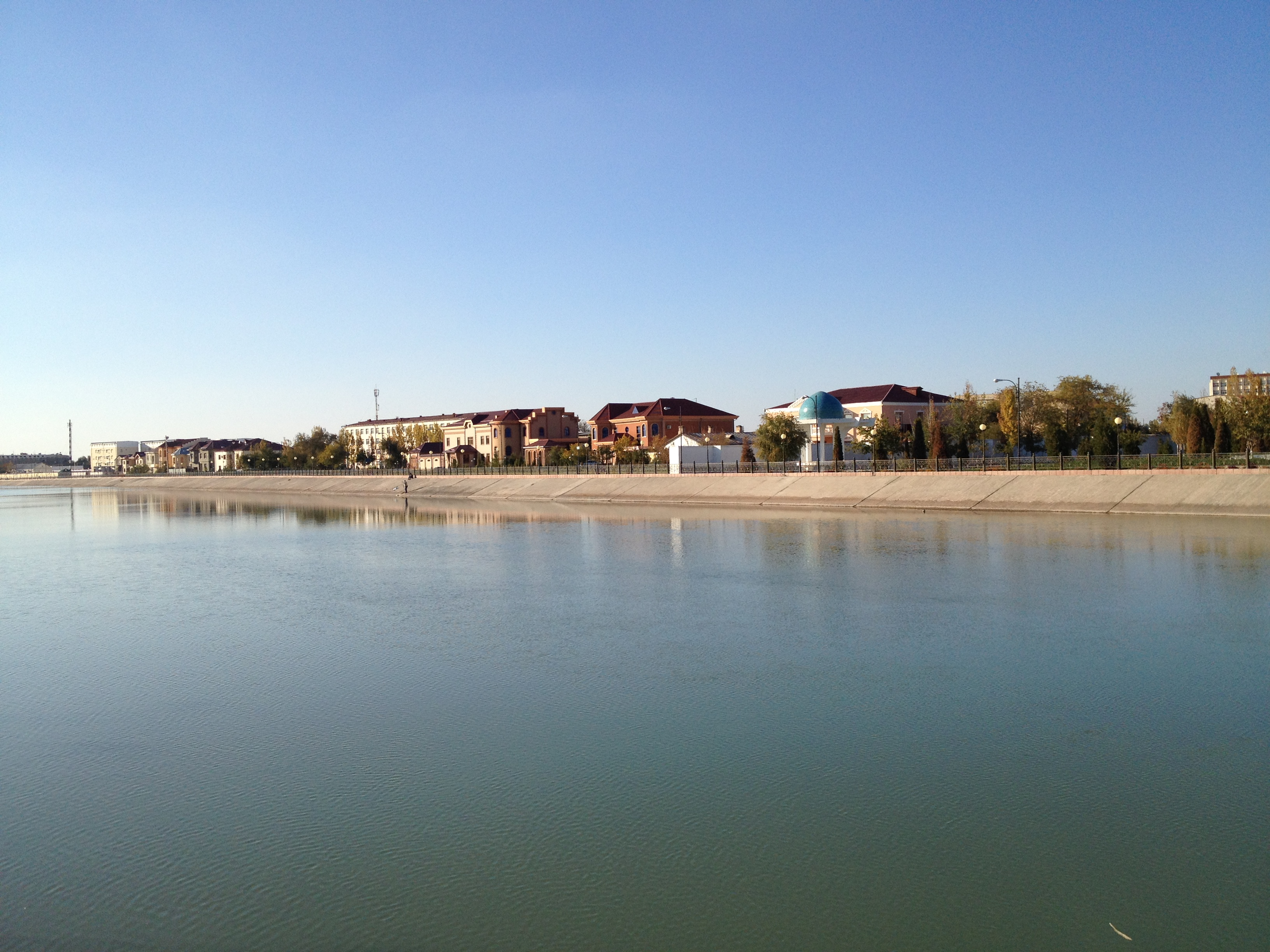
Urganch látképe
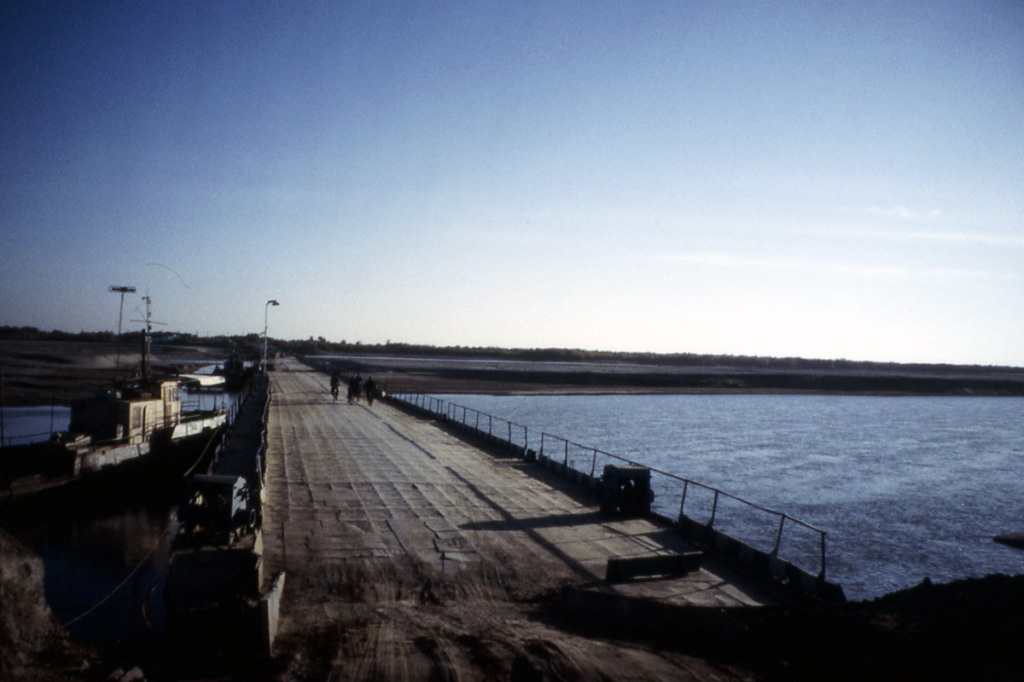
Híd az Amu-darján
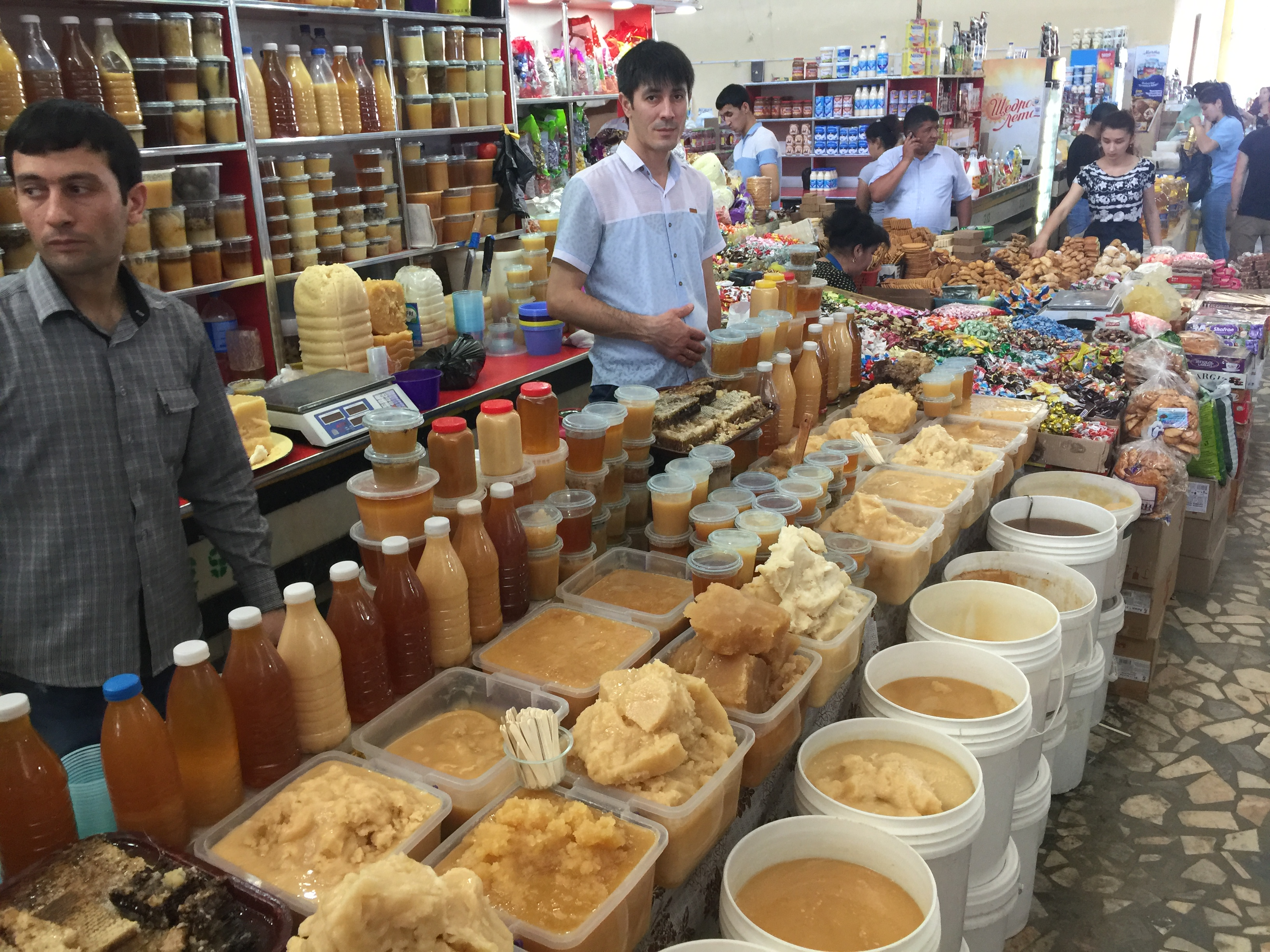
Bazár
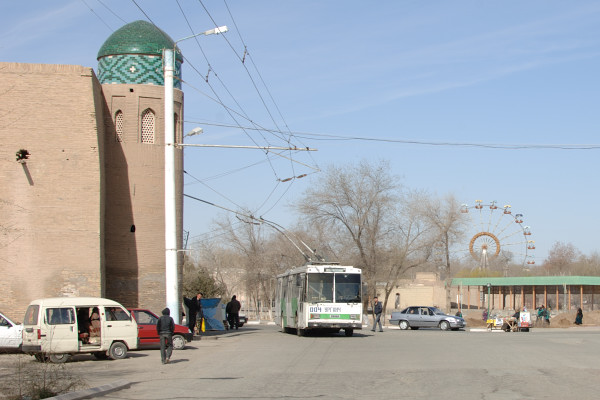
Urganch, városrészlet

## Fordítás
- Ez a szócikk részben vagy egészben  az   Urgench című angol Wikipédia-szócikk ezen változatának fordításán alapul.  Az eredeti cikk szerkesztőit annak laptörténete sorolja fel. Ez a jelzés csupán a megfogalmazás eredetét és a szerzői jogokat jelzi, nem szolgál a cikkben szereplő információk forrásmegjelöléseként.
- Ez a szócikk részben vagy egészben  az   Ourguentch című francia Wikipédia-szócikk ezen változatának fordításán alapul.  Az eredeti cikk szerkesztőit annak laptörténete sorolja fel. Ez a jelzés csupán a megfogalmazás eredetét és a szerzői jogokat jelzi, nem szolgál a cikkben szereplő információk forrásmegjelöléseként.